# Liste der Einträge im National Register of Historic Places im Tyler County (Texas)
Die Liste der Registered Historic Places im Tyler County führt alle Bauwerke und historischen Stätten im texanischen Tyler County auf, die in das National Register of Historic Places aufgenommen wurden.

## Aktuelle Einträge
| Lfd. Nr. | Name          | Bild | Datum der Eintragung | Adresse/Lage     | Ort    | ID       | Beschreibung |
| -------- | ------------- | ---- | -------------------- | ---------------- | ------ | -------- | ------------ |
| 1        | Warren School |      | 12. Sep. 2008        | 312 Co. Rd. 1515 | Warren | 08000883 |              |